# Västerklobben, Ingå
Västerklobben är en ö i Finland. Den ligger i Finska viken och i kommunen Ingå i den ekonomiska regionen  Raseborg i landskapet Nyland, i den södra delen av landet. Ön ligger omkring 47 kilometer väster om Helsingfors.
Öns area är 4,9 hektar och dess största längd är 380 meter i öst-västlig riktning.